# Waffenschacht

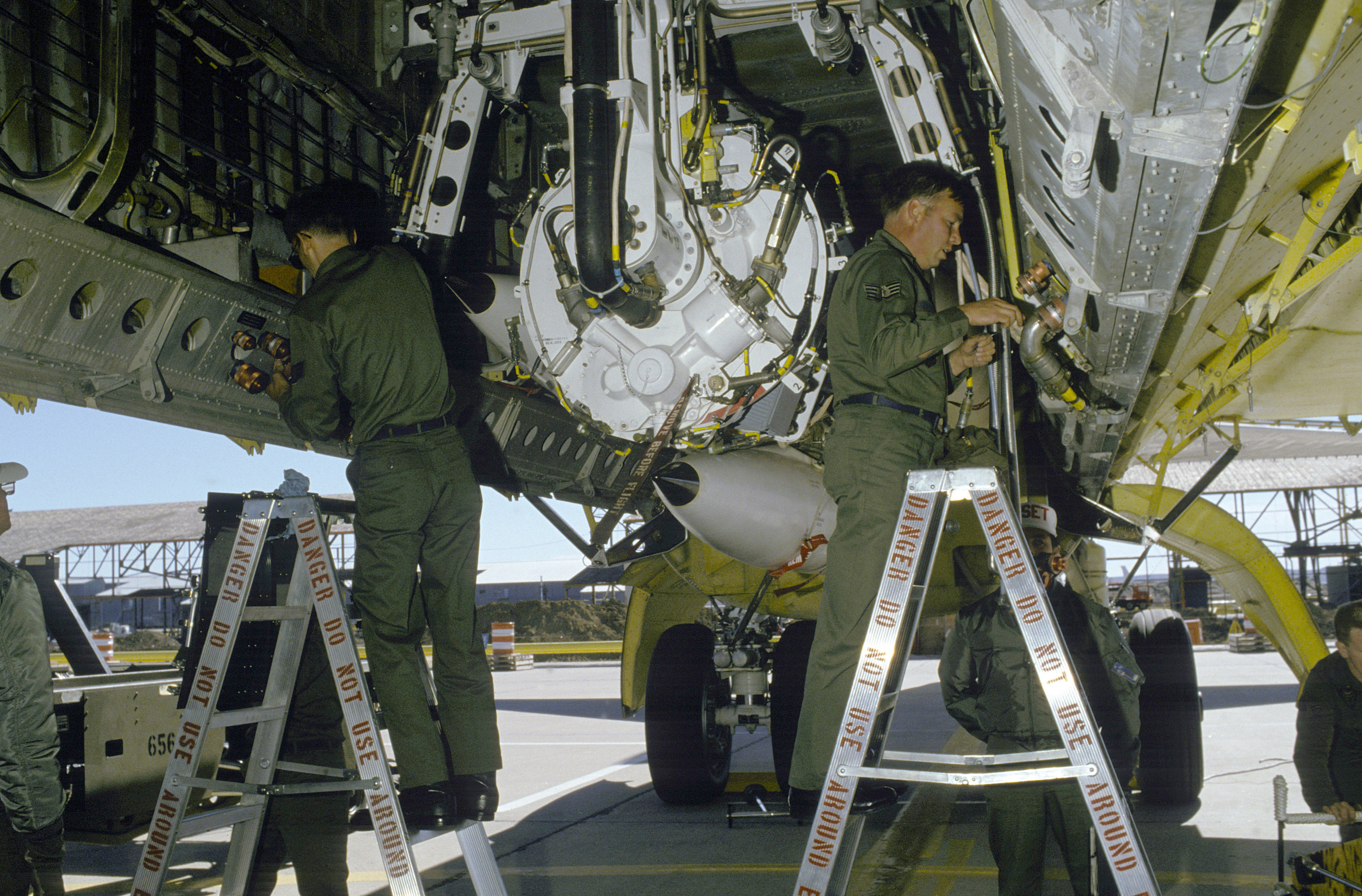
Waffenschacht einer B-52 Stratofortress

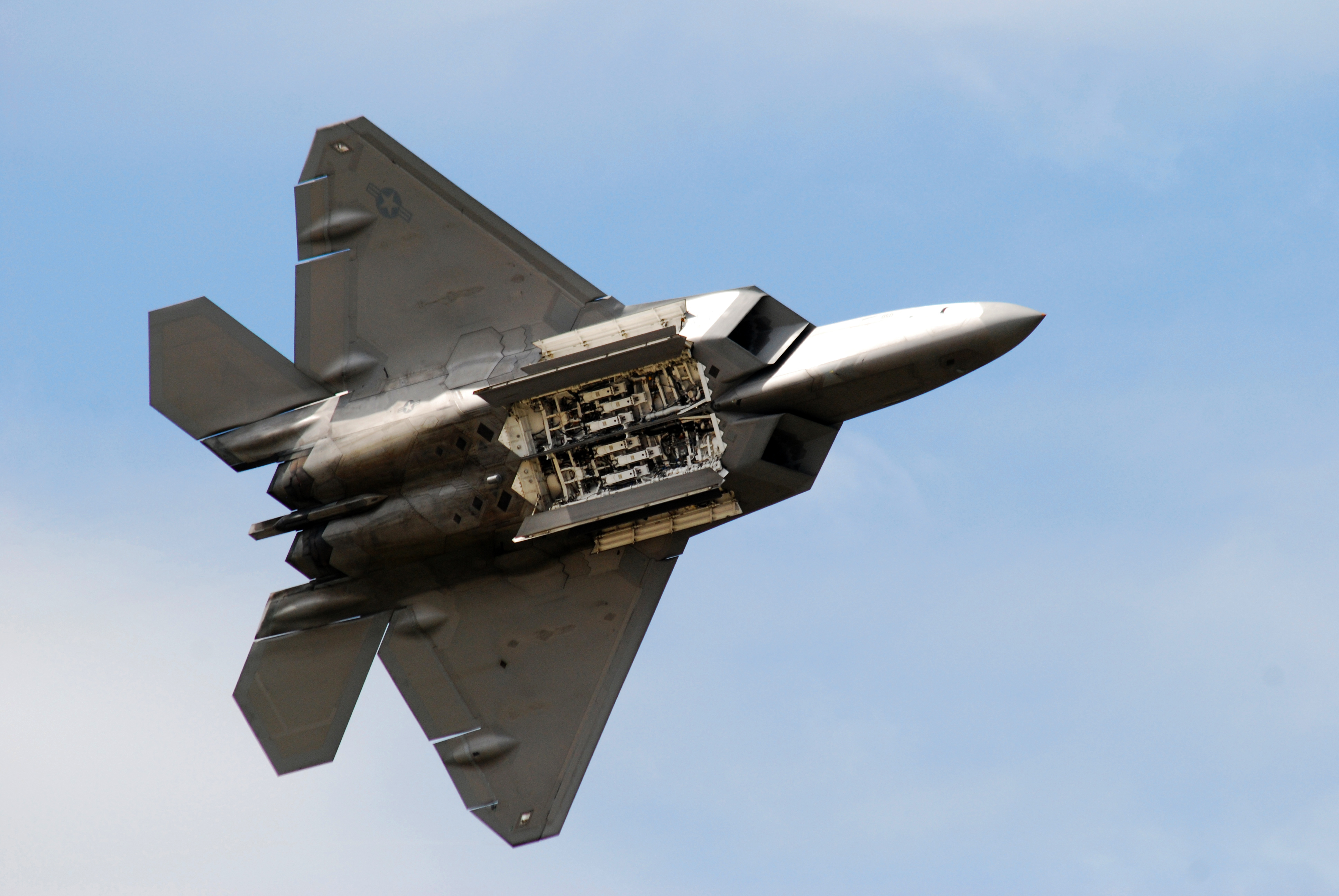
Während des Fluges geöffneter Waffenschacht einer F-22 Raptor

Ein Waffenschacht ist der Teil eines Fluggerätes, der eine Abwurfbewaffnung aufnimmt. 

## Beschreibung
Der Waffenschacht trägt in der Regel gelenkte oder ungelenkte Bomben. Er wurde in den 1930er Jahren in den Kampfflugzeugbau eingeführt, um Waffen bei höherer Fluggeschwindigkeit aerodynamisch günstig transportieren zu können. Da zunächst nur Bomben transportiert wurden, nannte man ihn zunächst Bombenschacht. Bei den Militärluftschiffen und Flugzeugen des Ersten Weltkrieges nannten sich diese Vorrichtungen einfach Bombenhalterungen. Bei Luftschiffen waren sie zum Teil auch schon intern untergebracht. Bei modernen Maschinen mit Tarneigenschaften wird die gesamte Bewaffnung in internen Schächten mitgeführt, um Radarstrahlreflexionen zu vermeiden.
Im Inneren des Waffenschachtes befinden sich die Waffenaufnahmen in so genannten Schlössern (auch: Bombenschlösser). Es gibt Vorkehrungen, um die Waffe vor dem Abwurf zu programmieren, etwa um Zieldaten zu übertragen, und die Waffen scharf zu machen.
Es kann sich auch um Torpedos, Sonarbojen, Marschflugkörper oder Raketen handeln. Der Waffenschacht ist im Reiseflug geschlossen und kann zum Waffenabwurf geöffnet werden. In seltenen Fällen ist der Waffenschacht druckbelüftet oder während des Fluges der Besatzung zugänglich. Der Waffenschacht ist nicht zwangsläufig ein Teil der Flugzeugzelle. Motorenverkleidungen können ebenfalls Waffenschächte aufnehmen.